# Młodzieżowe Indywidualne Mistrzostwa Szwecji na Żużlu 2011
Młodzieżowe Indywidualne Mistrzostwa Szwecji na Żużlu 2011 – cykl turniejów żużlowych, mających wyłonić najlepszych szwedzkich żużlowców w kategorii do 21 lat, w sezonie 2011. Tytuł wywalczył Simon Gustafsson.

## Finał
- Målilla, 16 września 2011

| Msc. | Zawodnik           | Klub | Pkt     |             |  |
| ---- | ------------------ | ---- | ------- | ----------- |  |
| 1    | Simon Gustafsson   |      | 13 +3   | (3,3,3,2,2) |  |
| 2    | Linus Sundström    |      | 12 +2   | (3,3,1,3,2) |  |
| 3    | Kim Nilsson        |      | 11 +1   | (t,3,3,2,3) |  |
| 4    | Pontus Aspgren     |      | 10 +3+u | (1,2,2,2,3) |  |
| 5    | Joel Larsson       |      | 9 +2    | (3,1,3,1,1) |  |
| 6    | Ludvig Lindgren    |      | 10 +1   | (1,1,2,3,3) |  |
| 7    | Christian Ago      |      | 11 +0   | (2,2,3,1,3) |  |
| 8    | Mattias Thörnblom  |      | 7       | (0,2,1,3,1) |  |
| 9    | Oliver Berntzon    |      | 7       | (2,0,1,3,1) |  |
| 10   | Anton Rosen        |      | 6       | (0,3,0,1,2) |  |
| 11   | Andre Hertzberg    |      | 5       | (2,1,1,1,0) |  |
| 12   | Victor Palovaara   |      | 4       | (2,2,0,0,0) |  |
| 13   | Henrik Karlsson    |      | 4       | (t,d,2,0,2) |  |
| 14   | Daniel Henderson   |      | 4       | (1,0,d,2,1) |  |
| 15   | rez. Jonas Engdahl |      | 3       | (3)         |  |
| 16   | Tim Gudmundsson    |      | 2       | (u,0,2,0,0) |  |
| 17   | Henric Lindqvist   |      | 1       | (0,1,0,0,0) |  |
| 18   | Jacob Thorssell    |      | 0       | (w,–,–,–,–) |  |

Bieg po biegu:
1. Gustafsson, Berntzon, Aspgren, Rosen
2. Sundström, Ago, Gudmundsson (u) (Karlsson t), Thorssell (w/u)
3. Engdahl, Hertzberg, Henderson, Lindqvist (Nilsson t)
4. Larsson, Palovaara, Lindgren, Thörnblom
5. Gustafsson, Ago, Lindgren, Henderson
6. Nilsson, Aspgren, Larsson, Karlsson (d)
7. Sundström, Thörnblom, Hertzberg, Berntzon
8. Rosen, Palovaara, Lindqvist, Gudmundsson
9. Gustafsson, Karlsson, Hertzberg, Palovaara
10. Ago, Aspgren, Thörnblom, Lindqvist
11. Larsson, Gudmundsson, Berntzon, Henderson (d)
12. Nilsson, Lindgren, Sundström, Rosen
13. Sundström, Gustafsson, Larsson, Lindqvist
14. Lindgren, Aspgren, Hertzberg, Gudmundsson
15. Berntzon, Nilsson, Ago, Palovaara
16. Thörnblom, Henderson, Rosen, Karlsson
17. Nilsson, Gustafsson, Thörnblom, Gudmundsson
18. Aspgren, Sundström, Henderson, Palovaara
19. Lindgren, Karlsson, Berntzon, Lindqvist
20. Ago, Rosen, Larsson, Hertzberg
21. Półfinał (miejsca 4-7, najlepszy do finału): Aspgren, Larsson, Lindgren, Ago
22. Finał (miejsca 1-3 i najlepszy z półfinału): Gustafsson, Sundström, Nilsson, Aspgren (u)